# Chiesa di San Michele (Grosseto)
La chiesa di San Michele era un edificio religioso situato nel centro storico di Grosseto.
L'edificio di culto, risalente all'epoca alto-medievale, è stato sconsacrato e totalmente snaturato in seguito a vari interventi tra il XVIII e il XIX secolo. L'area dove sorgeva la chiesa è localizzabile nel lato meridionale di piazza San Michele, dove si trova un moderno edificio condominiale.

## Storia
La chiesa di San Michele è citata per la prima volta come «canonica sancti Michaelis de Grosseto» in un documento del 1148, con il quale papa Eugenio III confermava l'appartenenza di vari beni al monastero femminile di Sant'Ambrogio a Montecellesi. È stato ipotizzato che tale appartenenza fosse stata dovuta a una donazione effettuata dalla famiglia locale degli Aldobrandeschi, in quanto una serie di cospicue donazioni di beni a istituti religiosi da parte di esponenti della casata aldobrandesca è documentata dal 1103 al 1137: è verosimile ipotizzare che nel periodo compreso tra queste date la chiesa dovesse essere già stata costruita. La chiesa sorgeva al limite occidentale della città, lungo quell'asse trasversale che la collegeva all'estremità opposta, quella orientale, dove sorgeva la chiesa di Santa Lucia, già documentata nel 1076. La chiesa di San Michele si andava quindi ad inserire in un interessante schema geometrico che doveva regolare l'espansione della città in epoca alto-medievale, con quattro chiese poste alle quattro estremità della cinta muraria medievale; la distanza tra le chiese di San Michele e di Santa Lucia lungo la direttrice ovest-est era identica a quella che intercorreva tra la chiesa di San Pietro e la chiesa di San Giorgio lungo l'asse nord-sud.
La chiesa di San Michele conferì anche la denominazione alla porta occidentale delle mura, la cosiddetta Porta di San Michele. L'8 aprile 1222 è stato sottoscritto un «actum in ecclesia sancti Michaelis», con il quale Ildebrandino e Bonifacio Aldobrandeschi, conti palatini, conferivano particolari benefici al popolo di Grosseto nelle persone del podestà Mangiante e del camerlengo Albertino de Nobile, in ricompensa per la loro fedeltà. San Michele rimase un'importante chiesa parrocchiale della città per tutto il periodo medievale: interessata da numerose donazioni nel corso del XIII e del XIV secolo, incamerò i beni delle più antiche chiese di San Giorgio e di Santa Lucia quando queste vennero demolite per permettere i lavori di ricostruzione delle nuove mura volute dai Medici (1565-1571). L'area presso la chiesa di San Michele fu interessata dalle opere di fortificazione, con la demolizione della porta e l'edificazione del bastione che prese il nome di San Michele.
Nella seconda metà del XVI secolo iniziò il degrado della chiesa, come testimoniato già nel resoconto della visita apostolica del vescovo di Perugia Francesco Bossi del 1576. Nel 1592 il vescovo Clemente Politi ordinò la pavimentazione della chiesa, ma nel 1604 l'edificio versava ancora in pessime condizioni. San Michele era tuttavia riconosciuta come prioria e comprendeva la cura d'anime dei soldati della Fortezza, in quanto qui erano stati trasferiti i beni della demolita chiesa di Santa Lucia. Nel 1617 il priore Panfilo Clementi fece restaurare l'altare maggiore. Nella visita del 1676 effettuata dall'uditore generale Bartolomeo Gerardini per ordine del granduca Cosimo III de' Medici, è citata la chiesa di San Michele con cura d'anime ma con poca giurisdizione. L'elenco dei parroci alla guida della prioria nella documentazione disponibile si interrompe con Francesco Coscia, parroco economo che aveva lasciato un libro di amministrazione datato 31 marzo 1781.  È ipotizzabile pertanto la scomparsa della chiesa nel periodo successivo alle soppressioni di Pietro Leopoldo del 1786.
Addossata ad altri edifici nel corso del XIX secolo, la chiesa fu snaturata nell'aspetto e resa irriconoscibile. Lo storico Antonio Cappelli descrive così ciò che resta della chiesa in una memoria del 1910: «esistono di questa chiesa tutt'oggi gli avanzi consistenti in grosse bozze di travertino levigato che vedonsi dalla parte di mezzogiorno in quella fabbrica che serve oggi di rimessa circoscritta fra la via della Mucche, la piazzetta di S. Michele e l'orto che era l'antico cimitero parrocchiale». L'area intorno alla chiesa conobbe in questo periodo una serie di nuove edificazioni, quali il nuovo Teatro degli Industri su progetto di Augusto Corbi (1888), mentre sul terreno dell'ex cimitero furono costruiti il villino Mazzoncini e il Grand Hotel Bastiani su disegno di Vittorio Mariani (1910-1912).
Nell'immediato secondo dopoguerra, alla fine degli anni cinquanta, sul luogo del complesso di edifici ove sorgeva la chiesa, venne realizzato il condominio dell'ingegnere Mauro Boni: tutto ciò che resta del luogo di culto è una base di colonna marmorea posizionata nell'ingresso del moderno palazzo, mentre il nome di San Michele è conservato nella piazza su cui questo si affaccia.

## Descrizione

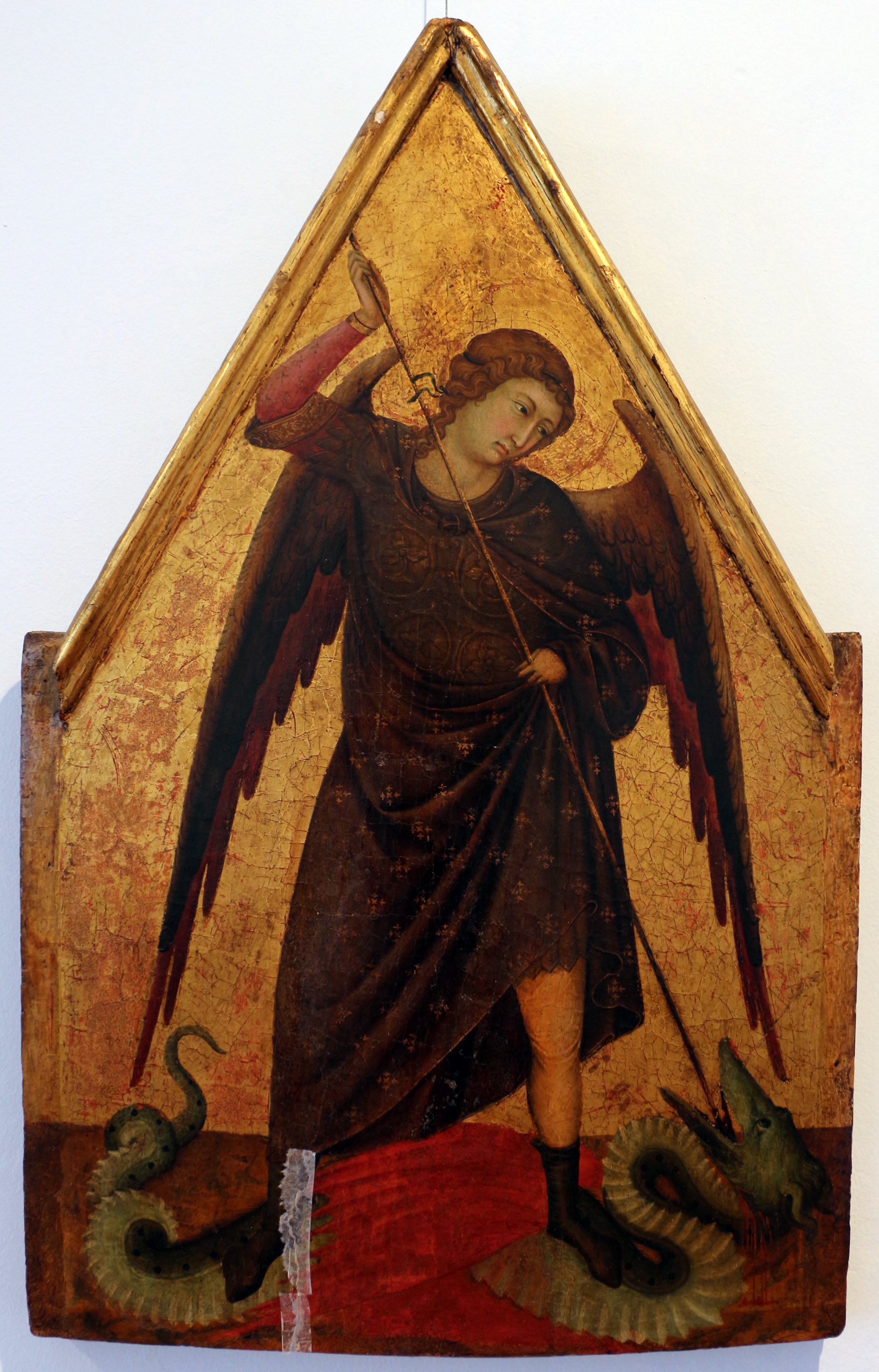
San Michele Arcangelo che uccide il drago, XIV secolo, Museo d'arte sacra della diocesi di Grosseto, già nella chiesa di San Michele

La più antica descrizione della chiesa risale alla visita apostolica effettuata il 14 febbraio 1576 dal vescovo Francesco Bossi. Il luogo di culto era dotato di quattro altari: uno sulla parete sinistra, presso la porta d'ingresso, dedicato a Maria, due sulla parete sinistra, e l'altare maggiore in laterizio sovrastato da una «icona pulcra». In una carta della città di Grosseto realizzata nel 1749 dal colonnello ingegnere Odoardo Warren, è chiaramente riconoscibile il complesso della chiesa, con la relativa area del cimitero.
Nell'edificio religioso era inoltre custodita la preziosa tavola del XIV secolo di scuola senese, forse quell'«icona pulcra» citata nel 1576, raffigurante San Michele Arcangelo che uccide il drago e conservata all'interno del Museo d'arte sacra della diocesi di Grosseto. Secondo lo storico dell'arte Enzo Carli, l'opera sarebbe da attribuire a Ugolino di Nerio o alla sua scuola.